# Moosa Zameer

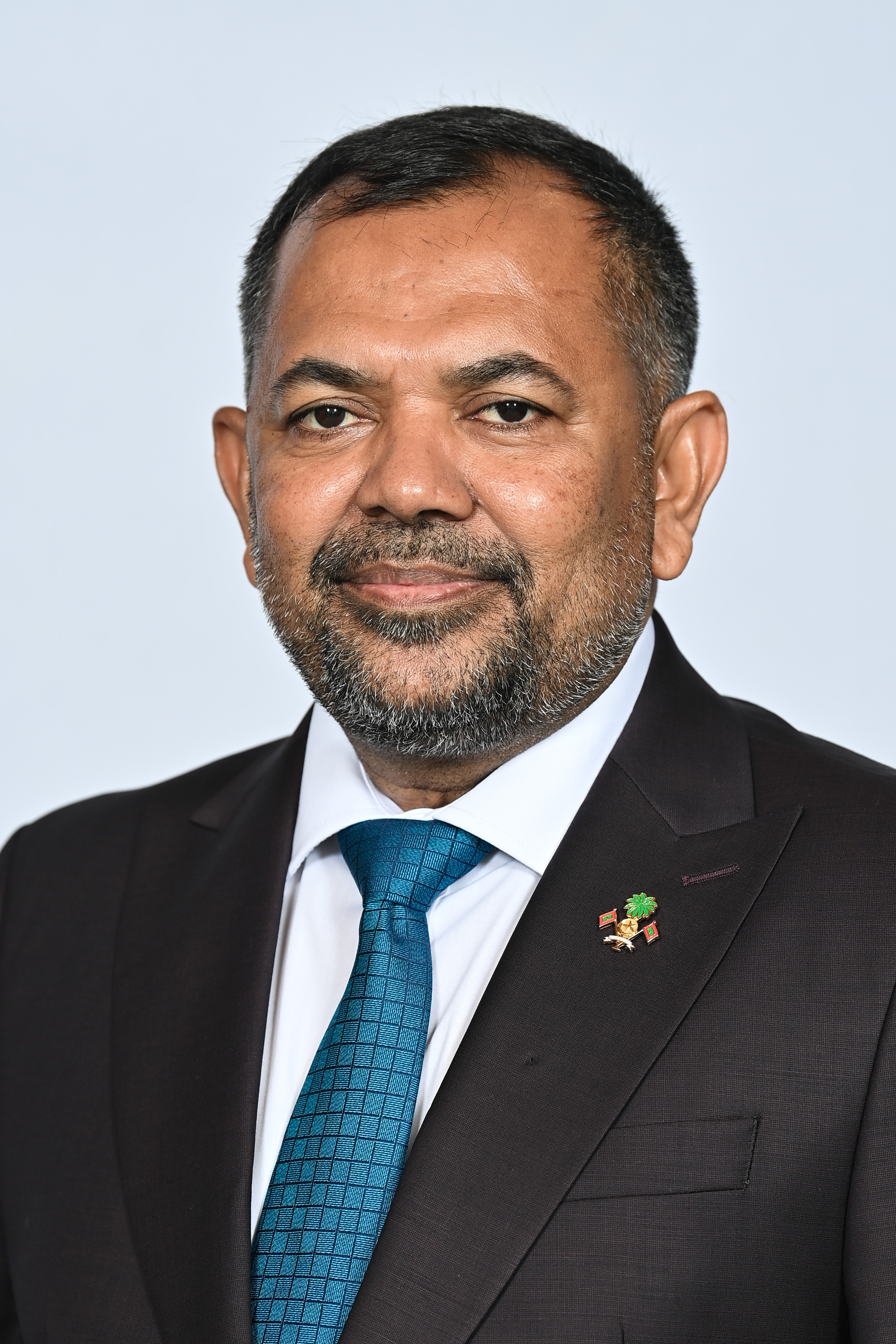
Moosa Zameer

Moosa Zameer ist ein Politiker der Malediven und seit dem 17. November 2023 maledivischer Außenminister.

## Karriere
Moosa Zameer war von 2009 bis 2019 Mitglied des 17. Madschlis und vom  28. Oktober 2015 bis zum 11. November 2018 Vizepräsident der Progressive Party of Maldives.
Zudem war er von Oktober 2015 bis November 2018 Minister of Tourism und diente auch als Vorsitzender des Social Council of Maldives.